# 데릴라

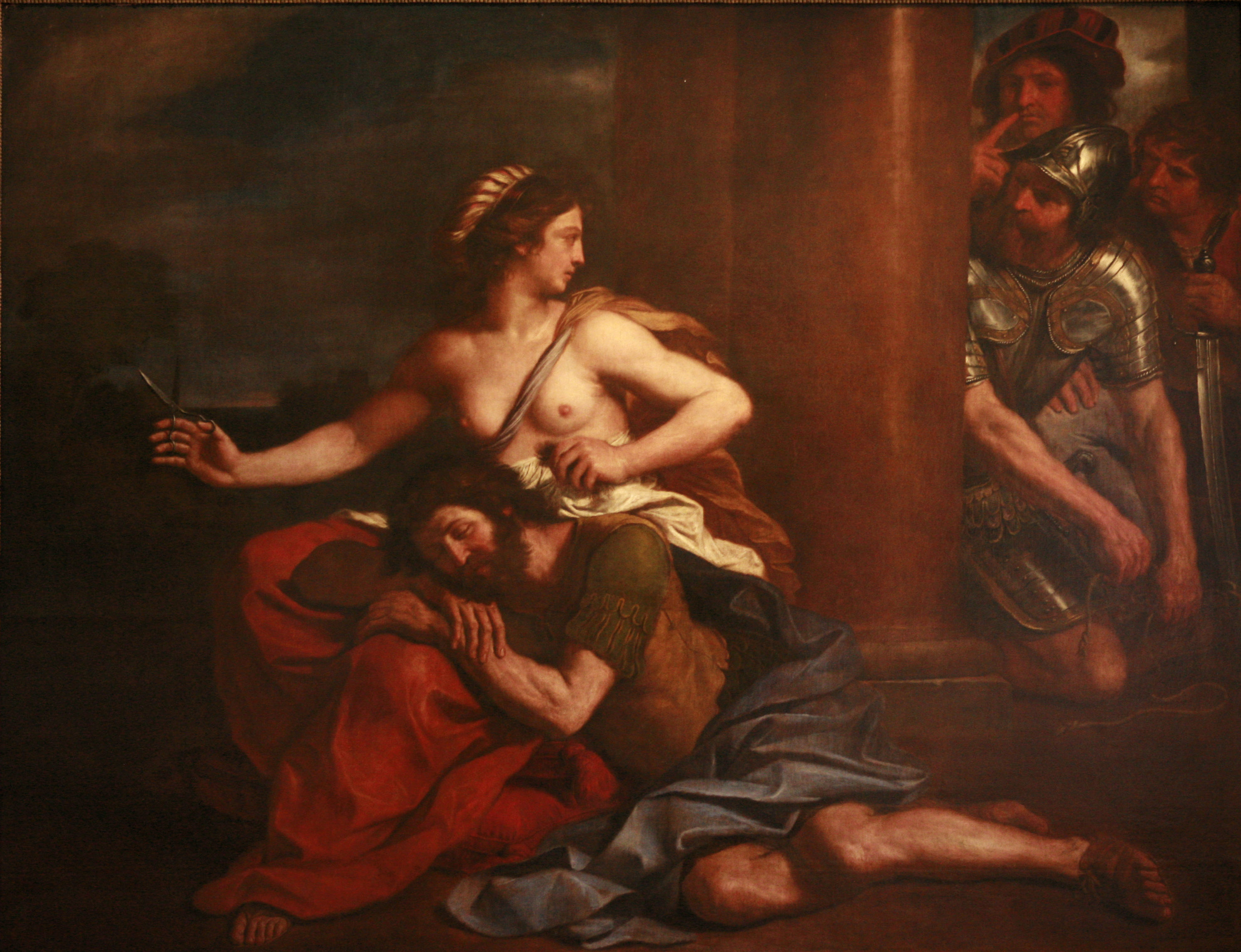
삼손과 데릴라, 게르치노 作 (스트라스부르 미술관)

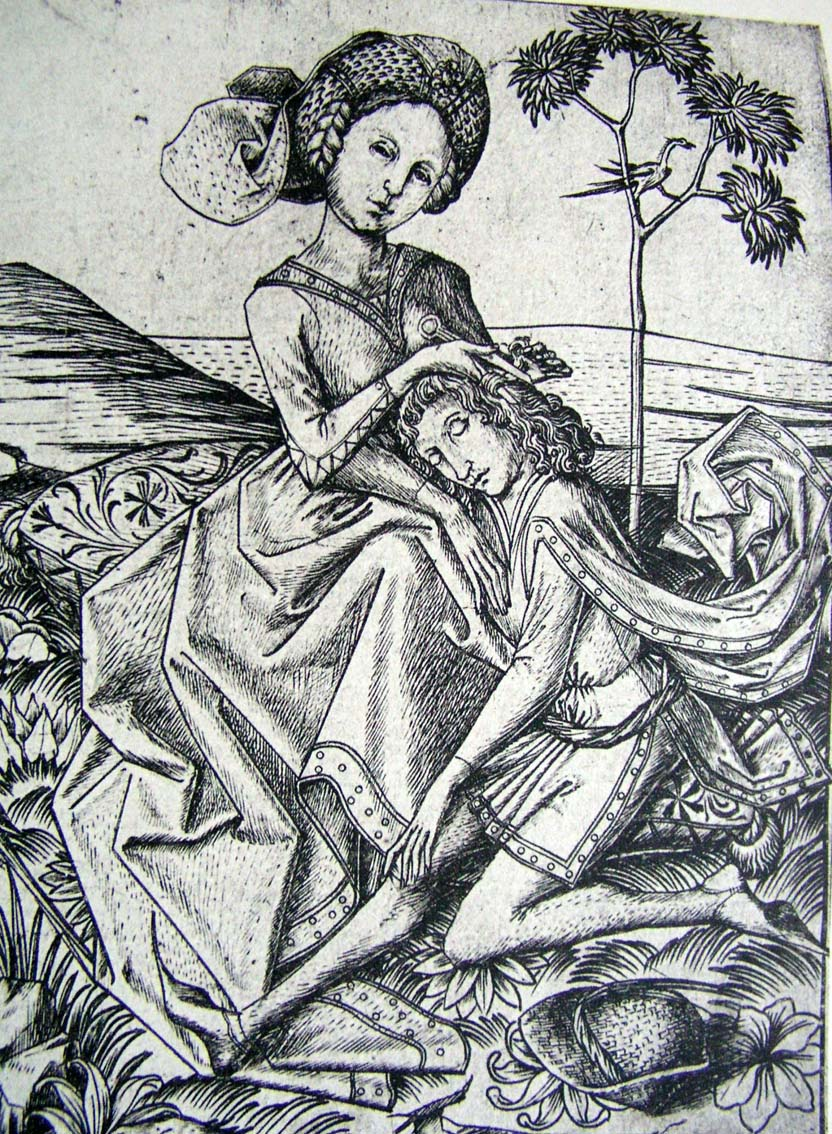
삼손의 머리카락을 자르는 데릴라, 1460년 작

데릴라(히브리어: דלילה)는 구약성경 사사기에 등장하는 블레셋 여자이다. 개역한글판에는 '들릴라'로 번역되었다. 삼손을 꾀어 삼손은 나면서부터 나실인으로 머리가 밀리우면 그의 힘이 없어진다는 비밀을 알아내고 삼손의 머리를 밀게 하여 블레셋에 붙잡히게 하였다.